# Paul Le Moyne
Paul Le Moyne, dit Lemoyne Saint-Paul, né le 6 juillet 1784 à Paris et mort le 23 mai 1873 à Rome, est un sculpteur français.

## Biographie
Fils d’un orfèvre, Paul Le Moyne entre à l’École des beaux-arts de Paris et obtient, en 1808, le troisième grand prix de Rome dont le sujet était Dédale met des ailes à son fils Icare. Il est connu, depuis cette date, sous le pseudonyme de Lemoyne Saint-Paul, en Italie Paolo Lemoyne.
Il débute au Salon de 1814 et se voit couronné par une médaille d’or en 1817.
Après un premier voyage à Rome en 1820, il s'y fixe définitivement vers 1837 et y devient professeur de sculpture et conseiller à l'Accademia di San Luca, et enfin correspondant de l'Institut royal de France, pour la section des beaux-arts en 1847.

« Paul Lemoyne est l’auteur de quatre monuments à l'église Saint-Louis-des-Français de Rome, parmi les plus importants ; il semble que ces commandes doivent plutôt être attribuées à la reconnaissance que l’on éprouvait pour le zèle qu’il déployait en tant que député des Pieux Établissements et au fait qu’il était le seul sculpteur français installé à Rome. »

— Antoinette Le Normand-Romain, Un siècle de monuments funéraires à Saint-Louis-des-Français.
Il est nommé chevalier de la Légion d’honneur en août 1837.
Jean-Auguste-Dominique Ingres a peint Portrait du sculpteur Paul Lemoyne, un portrait de Lemoyne Saint-Paul, vers 1812 (Kansas City, musée d'Art Nelson-Atkins). Il a également dessiné son ami en 1841 à Rome (Marseille, musée Grobet-Labadié.

## Œuvres dans les collections publiques
États-Unis
- New York, Metropolitan Museum of Art : Mlle Geneviève François, buste[3].

France
- Bordeaux, musée des Beaux-Arts : Bacchante et jeune faune, Salon de 1822, marbre exécuté à Rome en 1821, propriété de l’État[4].
- Hyères : Jean-Baptiste Massillon, 1830, buste en marbre exécuté à Rome[5].

- Paris :

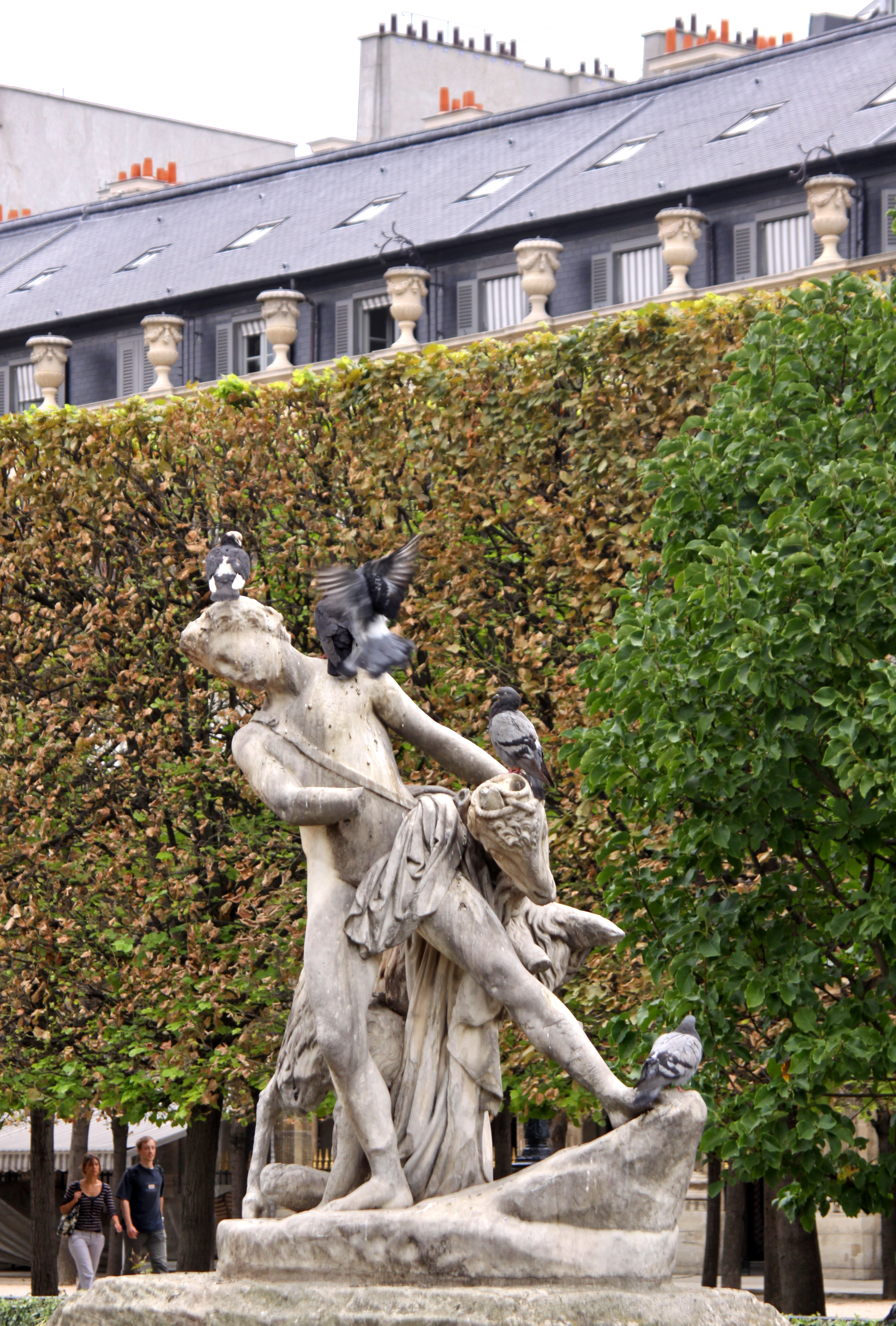
Le Pâtre et la chèvre (1830), Paris, jardin du Palais-Royal.

  - jardin du Palais-Royal : Le Pâtre et la chèvre, Salon de 1830, groupe en marbre[6].
  - musée du Louvre :
    - L’Espérance, Salon de 1827, statue en marbre, 1,57 m, exécutée à Rome en 1826, acquise le 3 juin 1828 par le ministère de la Maison du Roi (Louis XVIII)[7],[8] ;
    - La Nymphe Écho, 1821, statue en marbre, présentée au Salon de 1822, exécutée à Rome pour le duc de Berwick et d'Albe[9].
- Saint-Cloud, château de Saint-Cloud : Galatée sur les eaux, Salon de 1819, statue en marbre, 1,50 m, acquise par l’État en 1821. L’œuvre portée au château de Saint-Cloud en 1844 est probablement détruite lors de l'incendie d’octobre 1870[10].
- Versailles, château de Versailles : Jeune Femme assise faisant jouer un enfant avec un papillon, 1813, marbre acheté par Louis XVIII en 1819 et placé dans le parc du château de Saint-Cloud. Il a été mutilé dans le parc pendant l'occupation prussienne en 1871 et conservé depuis 1872, au château de Versailles[11].

Italie
- Rome, église Saint-Louis des Français :
  - Monument à Claude Gellée dit le Lorrain, commandé par arrêté ministériel du 18 septembre 1835, le monument funéraire fut réalisé en 1838. Il devait être placé primitivement à la Trinité-des-Monts où Claude Gelée (mort à Rome en 1632) est enterré, il est finalement installé à Saint-Louis-des-Français[12] ;
  - Monument du marquis de Latour-Maubourg, monument funéraire, achevé en novembre 1840, de Just Pons Florimond de Faÿ de La Tour-Maubourg, mort à Rome en 1837 ;
  - Monument de Nicolas-Didier Boguet, le monument du peintre mort à Rome en 1839, ami du sculpteur ;
  - Monument de Pierre-Narcisse Guérin, 1836, directeur de l'Académie de France à Rome, mort en 1832 ;
  - Buste du Monument à Nicolas Poussin. Mort à Rome en 1665, le peintre est enterré en la basilique San Lorenzo in Lucina. Lorsque Chateaubriand prit en septembre 1828 ses fonctions d’ambassadeur de France près le Saint-Siège, il souhaitait — encouragé par Juliette Récamier — laisser à Rome une marque de son passage, et décida de faire élever un monument à la mémoire de Nicolas Poussin : « Vous avez désiré que je marquasse mon passage à Rome, c’est fait », écrit-il à Mme Récamier. Désirant faire appel à des artistes français, Chateaubriand engagea des élèves de la villa Médicis. En accord avec Pierre-Narcisse Guérin, alors directeur de la prestigieuse institution, le choix se porta sur trois pensionnaires : Léon Vaudoyer se vit confier le projet du monument, Louis Desprez la sculpture de la stèle ainsi que le bas-relief des Bergers d’Arcadie, et Paul Lemoyne la réalisation du buste de Nicolas Poussin[13].

## Bronzes d'édition
Paul Le Moyne réalisa de nombreux modèles qui furent reproduits en bronze.

Œuvres de Lemoyne Saint-Paul
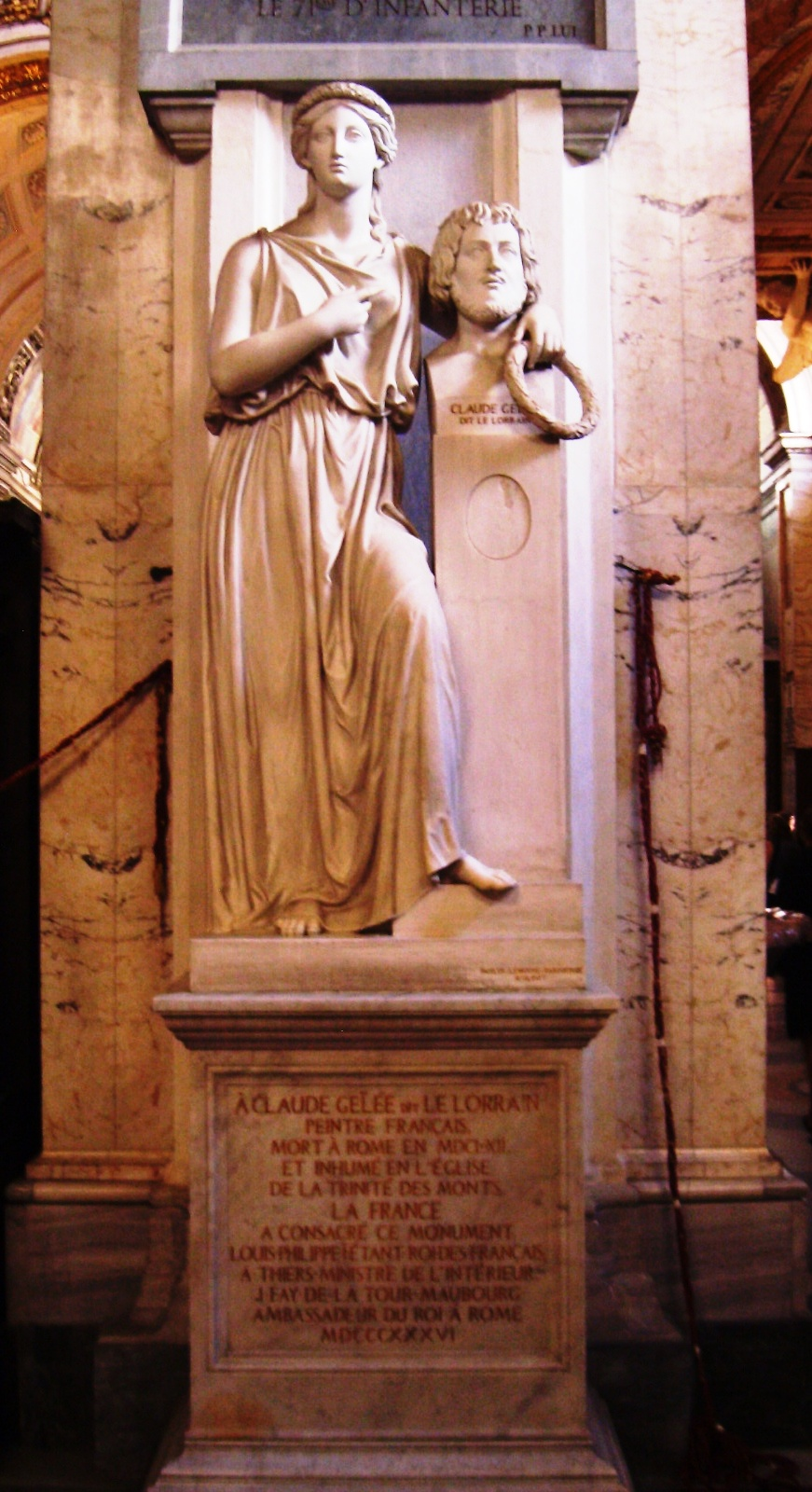
Monument à Claude Gellée, Rome, église Saint-Louis des Français.
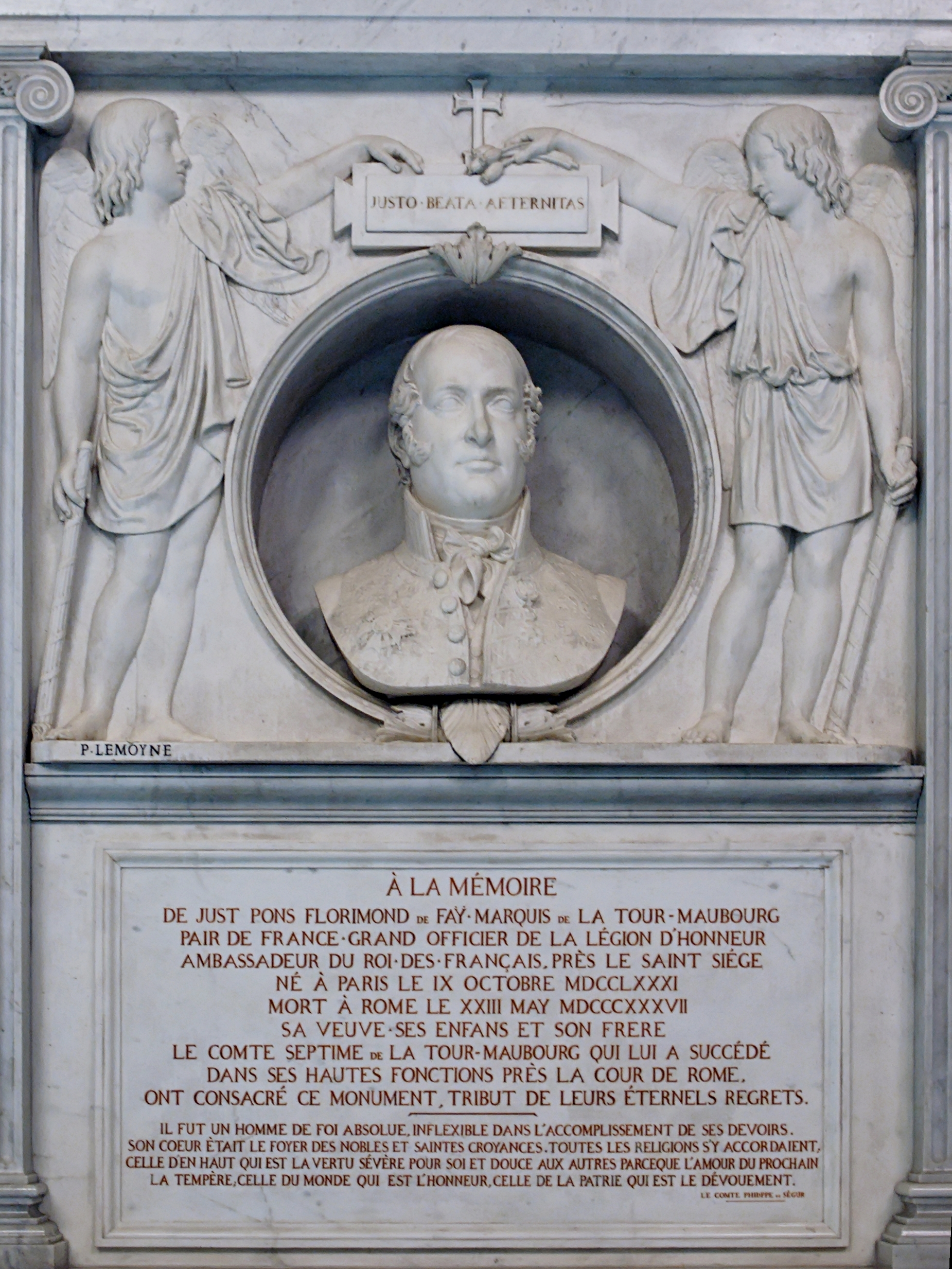
Monument à Latour-Maubourg, Rome, église Saint-Louis des Français.
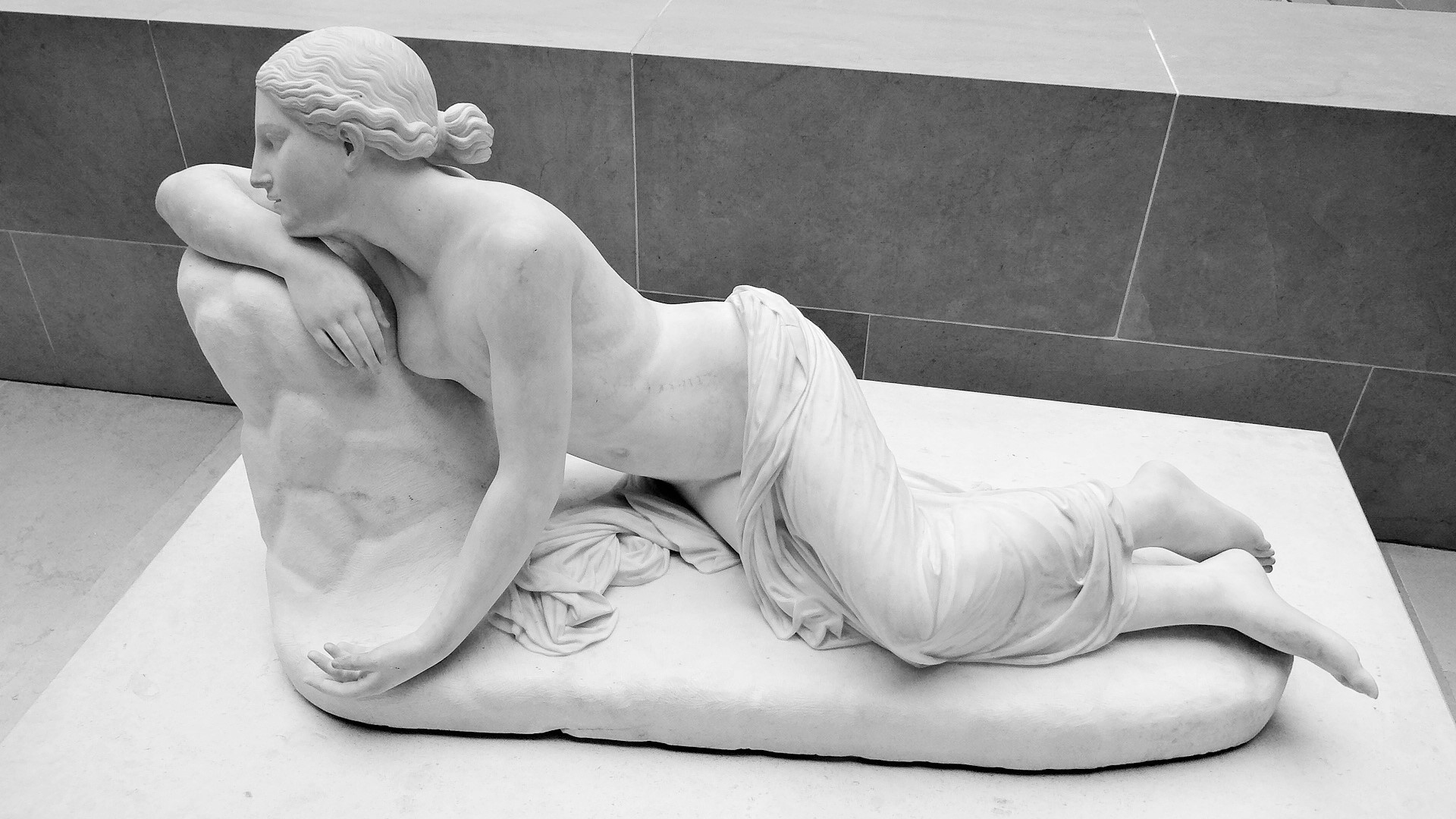
La Nymphe Écho (1821), Paris, musée du Louvre.
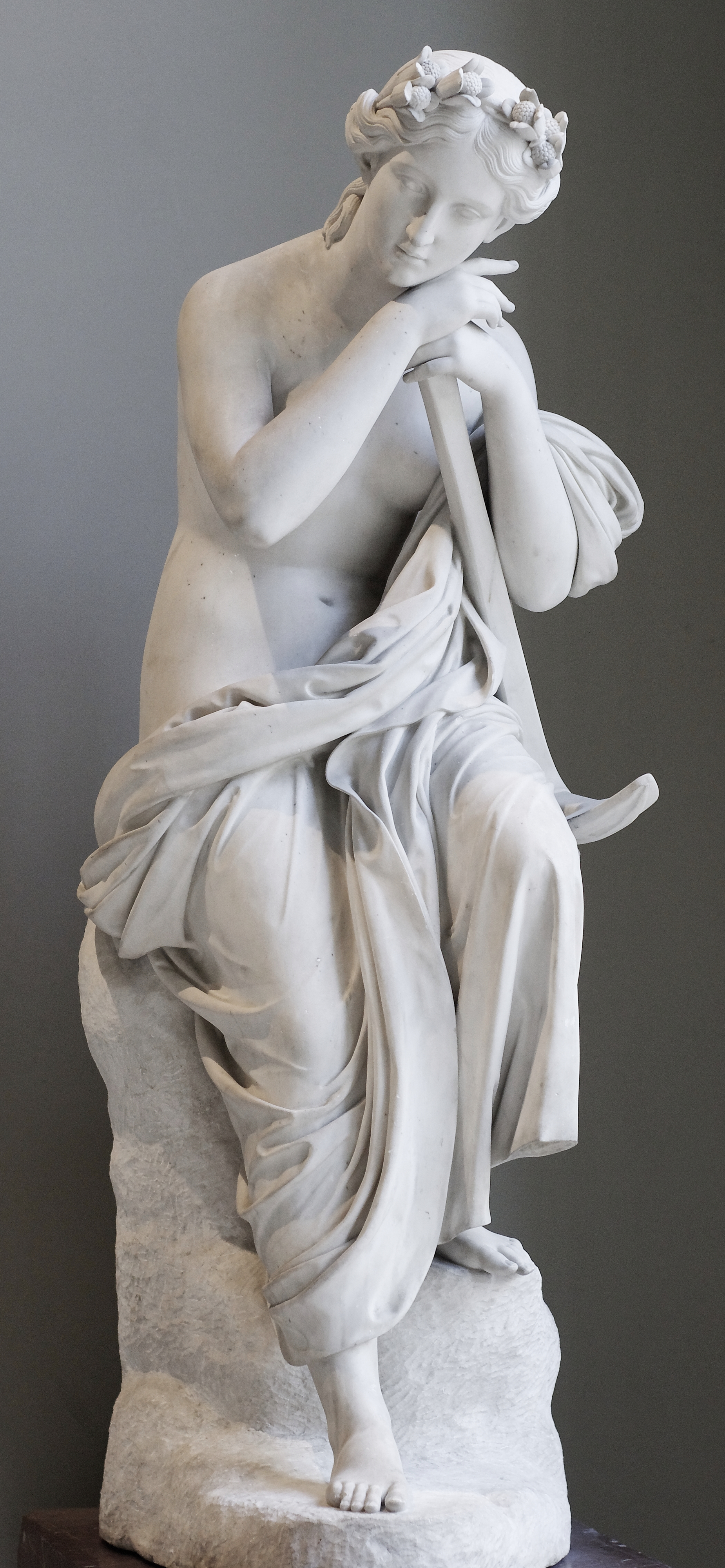
l'Espérance (1826), Paris, musée du Louvre.